# Glaphyra approximans
Glaphyra approximans är en skalbaggsart som beskrevs av Holzschuh 2007. Glaphyra approximans ingår i släktet Glaphyra och familjen långhorningar.
Artens utbredningsområde är Laos. Inga underarter finns listade i Catalogue of Life.